# The Black Dahlia Murder
The Black Dahlia Murder — американская мелодик-дэт-метал группа, образовавшаяся в 2000 году, в городе Уотерфорд, штат Мичиган (30 минут к северу от Детройта), за время своего существования стала одним из лидеров детройтской метал-сцены. Название группы — The Black Dahlia Murder — основано на не раскрытом по сей день убийстве молодой актрисы Элизабет Шорт, также печально известной как Чёрный Георгин (родилась 29 июля 1924 года, умерла 15 января 1947 года). Дело об убийстве Элизабет Шорт было и остаётся одним из самых жестоких и загадочных преступлений, совершённых в США.

## История
The Black Dahlia Murder начали свой путь с демозаписи What A Horrible Night To Have A Curse, которая вышла в 2001 году и состояла из шести песен. В 2002 году группа записала дебютный EP A Cold-Blooded Epitaph. Эта работа уже была выпущена на их собственном лейбле Lovelost Records.
После ряда выступлений группа The Black Dahlia Murder подписала контракт с лейблом Metal Blade Records и в июне 2003 года выпустила свой первый полноценный альбом Unhallowed. Сразу после выпуска Unhallowed группа отправляется в большой тур по США и Европе, во время которого группу покидает один из основателей, барабанщик Кори Грэди, который позже был заменен Заком Гибсоном, с ним они и продолжили свой безостановочный тур с такими группами, как The Red Chord, Arch Enemy, Napalm Death и Terror, продлившийся в течение почти двух лет.
Альбом Miasma вышел в июле 2005 года и занял 118 позицию в чарте Billboard. После тура в поддержку альбома, барабанщик Зак Гибсон покинул группу вместе с Пьером Лангуа. Группа нашла нового барабанщика: им стал бывший участник All That Remains Шэннон Лукас.
Третий альбом группы, Nocturnal, вышел 18 сентября 2007 года и дебютировал на 72-м месте в Billboard 200.
The Black Dahlia Murder анонсирует в своем профиле на MySpace, что они поедут в американский тур вместе с Cannibal Corpse в поддержку Nocturnal, а также планируют отметить на специальном мероприятии 25-летие лейбла Metal Blade Records. Также на этом празднике выступали их коллеги по лейблу The Red Chord, Aeon, The Absence и Goatwhore.
В январе-феврале 2008 года группа отправилась в тур по США в качестве хэдлайнера с 3 Inches of Blood, Hate Eternal и Decrepit Birth, а затем и с Brain Drill и Animosity. Летом был проведен «Summer Slaughter Tour» с Kataklysm, Cryptopsy, Vader, Whitechapel, и Despised Icon.
Гитарист Джон К покинул группу в начале 2009 и был заменен Райном Найтом. В мае того же года группа выпускает свой первый официальный DVD Majesty. Диск содержит документальные материалы, а также живые съемки с «Summer Slaughter Tour» и с поддержки Children Of Bodom в конце 2008.
Четвёртый по счету альбом группы, Deflorate, выходит через два года после Nocturnal, 15 сентября 2009 года. Альбом поднялся на 43-ю строчку Billboard 200, также запись стала 5-й в Billboard’s Independent Albums, 4-й в Billboard’s Top Hard Music Albums chart и 50-й в HITS Top 50 Albums chart. В поддержку альбома группа поехала вместе с Children Of Bodom и Skeletonwitch. После тура 2010 года с Goatwhore и Arkaik они начинали сочинять материал для нового альбома.
В феврале 2011 года The Black Dahlia Murder завершают процесс написания песен для пятого альбома, который получил название Ritual. Его релиз состоялся 21 июня 2011 года в США. В мае было подтверждено участие в разогреве перед выступлением Amon Amarth в рамках их майского тура по Европе, а также группа стала хэдлайнерами в туре «2011 Summer Slaughter». Трек «Moonlight Equilibrium» был опубликован на веб-сайте Metal Blade Records для сбора критики и отзывов фанов.
В январе 2012 года The Black Dahlia Murder отправились в европейское турне. Вместо Барта Уильямса в тур отправился Макс Лавелль, бас-гитарист группы Despised Icon. Группа заверила, что эта замена временная, Барт просто взял небольшой перерыв, но 20 апреля 2012 года во время выступления на фестивале New England Metal & Hardcore Festival вокалист Тревор Стрнад объявил со сцены, что Уильямс не вернётся, и теперь Макс Лавелль является официальным участником группы.
11 мая 2022 года музыканты группы объявили о смерти вокалиста Тревора Стрнада. Ему был 41 год. Как сообщается, причиной смерти является суицид.
«С глубоким сожалением сообщаем, что Trevor Scott Strnad больше нет с нами. Любимый сын, брат, предводитель движухи — он нравился абсолютно всем, кому попадался на жизненном пути. Ходячая энциклопедия музыки. Дружище, писатель, мастер развлечений. В своей лирике он дарил миру причудливые истории, сотканные из хоррора и фантазий. Его жизнь была вашим шоу».
В настоящее время вокальные партии исполняет Брайан Эшбах, который играл на ритм-гитаре до смерти Тревора. Партии ритм-гитары сейчас играет ранее участвовавший в группе Райан Найт.
20 февраля 2025 года Брэндон Эллис, гитарист группы, покидает коллектив спустя девять лет участия в нём. На настоящий момент точные причины решения Брэндона неизвестны.

## Состав
| Текущий состав - Брайан Эшбах — гитара (2001—2022), вокал (2022 — настоящее время) - Макс Лавель — бас-гитара (2012-настоящее время) - Алан Кэссиди — ударные (2012-настоящее время) - Райан Найт — гитара (2009—2016; 2022-настоящее время) | Бывшие участники - Тревор Стрнад — вокал (2001—2022) - Майк Шепмен — бас-гитара (2001) - Джон Диринг — гитара (2001—2002) - Шон Гайврю — бас-гитара (2001—2002) - Кори Грэди — ударные (2001—2004) - Дэвид Лок — бас-гитара (2002—2005) - Джон Кемпайнен — гитара (2002—2008) - Зак Гибсон — ударные (2005) - Райан Вильямс — бас-гитара (2005—2012) - Пьер Ленглоис — ударные (2006) - Шеннон Лукас — ударные (2007—2012) - Брэндон Эллис — гитара (2015-2025) |

Временная шкала

## Дискография
Студийные альбомы
- Unhallowed (2003)
- Miasma (2005)
- Nocturnal (2007)
- Deflorate (2009)
- Ritual (2011)
- Everblack (2013)
- Abysmal (2015)
- Nightbringers (2017)
- Verminous (2020)
- Servitude (2024)

Мини-альбомы
- A Cold-Blooded Epitaph (2002)
- Grind 'Em All (2014)

Видеоальбомы
- Majesty (2009)
- Fool 'Em All! (2014)
- Yule 'Em All! (2020)

Демозаписи
- What a Horrible Night To Have a Curse (2000)
- Buy Us a Van (2002)
- Demo 2002 (2002)

Синглы
- «A Selection Unnatural» (2009)
- «This Mortal Coil» (2011)
- «Into the Everblack» (2013)
- «Gone but Not Forgotten» (2017)
- «Verminous» (2020)